# 渡部恒雄
渡部 恒雄（わたなべ つねお、1963年〈昭和38年〉11月13日 - ）は、日本の政治学者、歯科医師、笹川平和財団特任研究員を経て上席研究員（元東京財団上席研究員）。戦略国際問題研究所非常勤研究員、沖縄平和協力センター上席研究員。父親は元衆議院議員の渡部恒三。

## 経歴
1963年（昭和38年）11月13日、政治家渡部恒三の長男として福島県に生まれる。
1982年（昭和57年）福島県立会津高等学校を卒業（高34回）、1988年（昭和63年）東北大学歯学部を卒業。歯科医師となるが、社会科学を学ぶため米国留学。1995年（平成7年）ニュースクール・フォー・ソーシャルリサーチ政治学修士課程を修了する。その後、戦略国際問題研究所に入所し、客員研究員、研究員などを務めた。1997年（平成9年）11月に読売論壇新人賞佳作入選。2003年（平成15年）3月には戦略国際問題研究所上級研究員に就任した。
2005年（平成17年）日本に帰国。三井物産戦略研究所主任研究員などを務め、東京財団上席研究員、政策研究部ディレクター（外交・安全保障担当）に就任したほか、戦略国際問題研究所非常勤研究員、沖縄平和協力センター上席研究員を兼任している。渡邉恒雄と同音異字であることを指摘されることが多い。
テレビ朝日のサンデープロジェクトや朝まで生テレビ!などを皮切りに、NHK、TBS、フジテレビなどに生またはビデオ・コメンテーターとして出演している。

## 著作
単行本
- 五百旗頭薫ほか（編）『戦後日本の歴史認識』東京：東京大学出版会, 2017.（第5章および第6章 分担執筆）ISBN 978-4-13-023072-8
- 久保文明ほか（編）『オバマ政治を採点する』東京：日本評論社, 2010.（第2部　外交・安全保障政策の評価【対欧・対露外交】分担執筆）ISBN 978-4-535-58580-5
- 児玉昌己, 伊佐淳（編）『グローバル時代のアジアの国際協力 : 過去・現在・未来』東京：芦書房, 2020.（第5章 分担執筆）ISBN 9784755613074

論文
CiNii 渡部恒雄　論文リスト

## 親族
- 父：渡部恒三 - 元衆議院副議長
- 従兄：佐藤雄平 - 前福島県知事